# Szüzet a hercegnek!
A Szüzet a hercegnek! 1965-ös olasz–francia filmvígjáték, amelyet Pasquale Festa Campanile rendezett. A téma egy híres történetből származik, amely a Gonzagák mantovai udvarában tényleg megtörtént a 16. században.

## Cselekmény
Az ifjú Vincenzo Gonzaga herceg megtagadja első feleségét, Margherita Farnesét, megszerezve ezzel házassága érvénytelenítését, és ugyanakkor erős kétségeket ébreszt saját férfiasságát illetően. Apja erősen sürgette, hogy újra házasodjon, azzal a céllal, hogy a kimerült államkasszát egy magas származású házassággal töltse fel, ezért Vincenzo Eleonora de' Medicit jelölte meg leendő menyasszonyaként. A „jelölt” nagyhatalmú családja, amelyet aggaszt a fejedelem állítólagos tehetetlenségével kapcsolatos pletyka, a férfiasság megelőző demonstrációját követeli, amelyet egy szűz lánnyal és tanúk jelenlétében hajtanak végre. Erre a célra a fiatal közrendű leányt, Giulia Albizzit választották, aki áldozatáért férjet és hozományt kap.

## Forgatási helyszínei
A belső tereket a római Scalera Film stúdióiban forgatták, beleértve a Lisi kádba való beszállását is. Lisi és Paola Borboni kocsiútját a Róma melletti Poliban forgatták. A jelenet Margherita Farnese és Vincenzo Gonzaga között, a bagnaiai Villa Lantéban készült. További jeleneteket forgattak Urbinóban (PU), Poppiban (AR), Ferdinanda Medici villájában, amelyet Carmignano (PO) lakosai „száz kéményűként” ismernek, és a firenzei Palazzo Vecchióban.

## Fogadtatása
Bár a kritikusok elég érdektelennek ítélték meg, a film mégis nagy sikert aratott a közönség körében, jelentős bevételeket hozva.

## Fordítás
- Ez a szócikk részben vagy egészben  az   Una vergine per il principe című olasz Wikipédia-szócikk ezen változatának fordításán alapul.  Az eredeti cikk szerkesztőit annak laptörténete sorolja fel. Ez a jelzés csupán a megfogalmazás eredetét és a szerzői jogokat jelzi, nem szolgál a cikkben szereplő információk forrásmegjelöléseként.